# Koji Kondo (futbolista)
Koji Kondo (Prefectura d'Aichi, 28 d'abril de 1972 - 17 d'abril de 2003) fou un futbolista japonès que disputà dos partits amb la selecció japonesa.